# IIHF Challenge Cup of Asia
La IIHF Challenge Cup of Asia, spesso indicata come Asian Cup o - impropriamente - come Campionato asiatico di hockey su ghiaccio, è una competizione di hockey su ghiaccio organizzata dalla Federazione internazionale e riservata alle rappresentative nazionali maschili dei paesi asiatici che non partecipano al campionato del mondo di hockey su ghiaccio, oppure che partecipano alla III divisione, oppure ancora che partecipano ai soli campionati giovanili. Non si tratta dunque di un campionato continentale.

## Storia
La prima edizione è stata giocata nel 2008, e si tiene annualmente in primavera.
Nel 2010 al torneo maschile si sono affiancati quello femminile, l'IIHF Women's Challenge Cup of Asia, e quello universitario, l'IIHF University Challenge Cup of Asia.
Due anni più tardi sono invece state giocate le prime edizioni del torneo Under 20 e Under 18.
Dal 2014 al 2018 la competizione è stata suddivisa in un torneo élite con le sei (poi scese a cinque) migliori squadre, ed un torneo di I divisione, con le restanti squadre.
Nel 2020 il torneo si sarebbe dovuto svolgere a Singapore, ma è stato cancellato a causa della pandemia di COVID-19.

## Albo d'oro

### Torneo élite
| Edizione | Primo posto         | Secondo posto       | Terzo posto | nr. partecipanti | Paese ospitante                |
| -------- | ------------------- | ------------------- | ----------- | ---------------- | ------------------------------ |
| 2008     | Taipei cinese       | Malaysia            | Hong Kong   | 6                | Hong Kong                      |
| 2009     | Emirati Arabi Uniti | Thailandia          | Malaysia    | 8                | Abu Dhabi, Emirati Arabi Uniti |
| 2010     | Taipei cinese       | Emirati Arabi Uniti | Thailandia  | 10               | Taipei, Taiwan                 |
| 2011     | Hong Kong           | Emirati Arabi Uniti | Thailandia  | 6                | Kuwait City, Kuwait            |
| 2012     | Emirati Arabi Uniti | Thailandia          | Malaysia    | 7                | Dehradun, India                |
| 2013     | Taipei cinese       | Hong Kong           | Mongolia    | 10               | Bangkok, Thailandia            |
| 2014     | Taipei cinese       | Emirati Arabi Uniti | Mongolia    | 6                | Abu Dhabi, Emirati Arabi Uniti |
| 2015     | Taipei cinese       | Emirati Arabi Uniti | Mongolia    | 5                | Taipei, Taiwan                 |
| 2016     | Taipei cinese       | Emirati Arabi Uniti | Mongolia    | 5                | Abu Dhabi, Emirati Arabi Uniti |
| 2017     | Emirati Arabi Uniti | Mongolia            | Thailandia  | 5                | Bangkok, Thailandia            |
| 2018     | Mongolia            | Thailandia          | Filippine   | 5                | Manila, Filippine              |
| 2019     | Mongolia            | Filippine           | Singapore   | 7                | Kuala Lumpur, Malaysia         |

### Torneo di I divisione
| Edizione | Primo posto  | Secondo posto | Terzo posto  | nr. partecipanti | Paese ospitante        |
| -------- | ------------ | ------------- | ------------ | ---------------- | ---------------------- |
| 2014     | Macao        | Kirghizistan  | Singapore    | 4                | Bishkek, Kirghizistan  |
| 2015     | Kuwait       | Singapore     | Kirghizistan | 6                | Kuwait City, Kuwait    |
| 2016     | Kirghizistan | Malaysia      | Macao        | 5                | Bishkek, Kirghizistan  |
| 2017     | Kuwait       | India         | Oman         | 4                | Kuwait City, Kuwait    |
| 2018     | Malaysia     | Macao         | Indonesia    | 4                | Kuala Lumpur, Malaysia |